# 鱼鲊地震
鱼鲊地震是1955年9月23日23:06發生的地震。震中位於今日四川省攀枝花市仁和區大龍潭彝族鄉和會理市魚鮓鄉附近。 大龍潭當時屬於雲南省永仁縣，1974年10月劃歸四川省。魚鮓歸屬至今未變。地震的面波震級是6.8。
據報導，地震中有728人死亡，1547人受傷。超過15000間客房倒塌。會理縣昔格达村（今屬鹽邊縣紅格鎮）有8人死亡，7所房屋倒塌 。在山坡和山脊上出現了寬度為10至70厘米，長度為100至1,500 m的裂縫。在金沙江兩岸都觀察到滑坡。金沙江兩岸的許多村莊被摧毀。河流和泉水枯竭，出現了許多新的泉水。據報井和溝渠的水位變化。沿金沙江及其周圍的溝壑，大量的岩石破裂，跌落並築壩。在金沙江，大浪激增1m。最大強度達到MM IX。大約在400公里處可以感覺到震動。
大約270公里長的昔格达—元谋断裂带是這次地震的發震構造。從地震的等震分佈看，存在三層結構。有一個破裂層，在破裂層的兩側有兩個完整的岩石層。破裂層是應力集中和釋放的地方，具有反射地震波傳播的作用。